# Polyalthia bullata
Polyalthia bullata là loài thực vật có hoa thuộc họ Na. Loài này được King miêu tả khoa học đầu tiên năm 1892.